# Hans Zens
Hans Zens (* 20. September 1925 in Kreuzau; † 27. Juni 2010 ebenda) war ein deutscher Vermessungsingenieur, ehrenamtlicher Bürgermeister, Ehrenbürger und Altbürgermeister von Kreuzau sowie „Kirmesdirektor“ der Annakirmes in Düren.
Hans Zens war Sohn von Maria Zens, geborene Olligschläger, und des Isolierers Josef Zens. Nach Abschluss seiner schulischen Laufbahn wurde er von 1940 bis 1943 bei der Stadtverwaltung Düren zum Vermessungstechniker ausgebildet. Nach dem Zweiten Weltkrieg besuchte er ab 1948 die Staatliche Ingenieur- und Kunstschule in Mainz und wurde dort zum Vermessungsingenieur graduiert. Bis zum 31. März 1984 war Hans Zens dann beim Vermessungsamt der Stadt Düren beschäftigt, dessen Leiter er seit 1972 war, zuletzt als Städtischer Obervermessungsrat. Während seiner Tätigkeit war er Marktmeister der Stadt Düren und dadurch ab 1961 für lange Jahre auch Organisator und Gestalter des rheinischen Volksfestes Dürener Annakirmes, die bereits in den 1980er Jahren etwa eine Million Besucher hatte. Zens steigerte deren Attraktivität stetig und machte die Annakirmes weit über Nordrhein-Westfalen hinaus bekannt.
Zens war ab 1961 Mitglied des Rates der Gemeinde Kreuzau und ab 1966 auch Mitglied des Amtsrates. 1966 wurde er Amtsbürgermeister. Von 1969 bis 1999 war er ehrenamtlicher Bürgermeister der Gemeinde Kreuzau und Ortsvorsteher seines Heimatortes. Auf Grund seines ehrenamtlichen Engagements erhielt Zens 1991 den Ehrenring der Gemeinde und wurde 1999 zum Ehrenbürger ernannt. Bereits 1978 hatte er das Bundesverdienstkreuz am Bande erhalten.
Er war der Ideengeber und Mitinitiator für die Weltmeisterschaft im Kirsch-Kern-Weitspucken im Jahre 1974.
Hans Zens war katholisch, ab 1949 verheiratet mit Kathi Zens, geborene Küpper, und hatte zwei Kinder (Dieter und Claudia).

## Veröffentlichungen
- Menschen, Buden, Attraktionen – 350 Jahre Annakirmes in Düren 1638–1988. Hahne-Schloemer, Düren 1988 (mit Rudi Böhmer, PDF; 18 MB)

| Personendaten    | Personendaten                                             |
| ---------------- | --------------------------------------------------------- |
| NAME             | Zens, Hans                                                |
| KURZBESCHREIBUNG | deutscher Kirmesdirektor und Altbürgermeister von Kreuzau |
| GEBURTSDATUM     | 20. September 1925                                        |
| GEBURTSORT       | Kreuzau                                                   |
| STERBEDATUM      | 27. Juni 2010                                             |
| STERBEORT        | Kreuzau                                                   |